# Jörg Rogge

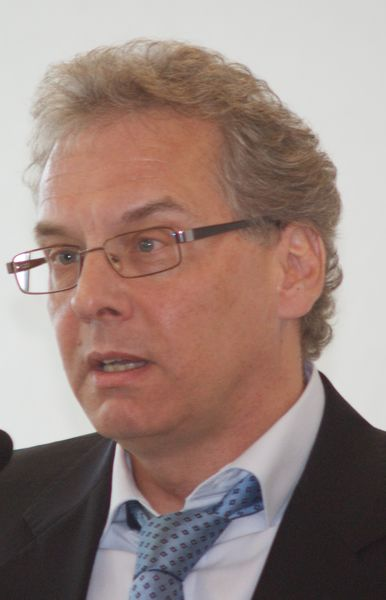
Jörg Rogge, aufgenommen 2016 auf einer Tagung des Konstanzer Arbeitskreises für mittelalterliche Geschichte von Werner Maleczek

Jörg Rogge (* 4. März oder 3. April 1962 in Bad Oeynhausen) ist ein deutscher Historiker. Rogge ist in der Fachwelt vor allem mit Arbeiten zu den Wettinern hervorgetreten.

## Leben und Werk
Jörg Rogge studierte an der Universität Bielefeld Geschichte, Sozial- und Erziehungswissenschaften und schloss das Studium 1988 mit dem Staatsexamen ab. Er wurde 1993 in Bielefeld promoviert mit einer von Klaus Schreiner betreuten Arbeit über politisches Handeln und Politikverständnis von Rat und Bürgerschaft in Augsburg im Spätmittelalter. Im Jahr 1989 war Rogge wissenschaftlicher Mitarbeiter an der Universität Bielefeld und von 1990 bis 1993 wissenschaftlicher Angestellter der Bayerischen Akademie der Wissenschaften in München. Von 1994 bis 1999 war Rogge wissenschaftlicher Assistent für Geschichte des Mittelalters an der Martin-Luther-Universität Halle-Wittenberg und von März 1999 bis 2000 an der Johannes Gutenberg-Universität Mainz, wo er sich im Wintersemester 2000/01 über Fragen zur Herrschaftsweitergabe am Beispiel der Wettiner habilitierte. Im Januar 2001 wurde er dort Hochschuldozent für Geschichte des Mittelalters. Seit Juni 2006 ist Rogge akademischer Rat, seit Januar 2007 außerplanmäßiger Professor, seit Mai 2009 akademischer Oberrat und seit Mai 2011 Akademischer Direktor an der Universität Mainz. 2012 war er Fellow für das Internationale Forschungszentrum Kulturwissenschaften der Kunstuniversität Linz in Wien. Dort arbeitete er an einem Forschungsprojekt zur Körpergeschichte von Kämpfern in der Zeit des 14. bis 16. Jahrhunderts.
Seine Forschungsschwerpunkte sind die Geschichte Englands und Schottlands im Mittelalter, die Gesellschafts- und Verfassungsentwicklung im Reich, das Militär und Gesellschaft im Mittelalter sowie Theorie und Methode der historischen Kulturwissenschaften.
In seiner Mainzer Habilitationsschrift untersuchte er anhand eines kommunikationstheoretischen Ansatzes die Regeln der Herrschaftsvergabe im mittelalterlichen fürstlichen Hochadel am Beispiel der Wettiner. Die Dynastie der Wettinger deutet er „als Kommunikations- und Handlungsystem, das Träger und Bewahrer von Herrschaftsrechten ist“. Dabei will er die „Binnenkommunikation“ der Dynastie analysieren. Für diese Kommunikationspraxis wertete Rogge daher Familienverträge, Testamente und Briefe schwerpunktmäßig aus. Die Darstellung reicht zeitlich von der Wettinischen Teilung 1263 bis in die Zeit der Reformation. Er kam vor allem bei der Analyse der Rangverhältnisse und der Einheits- und Teilungsreglungen zu zahlreichen neuen Einsichten zur Stellung Thüringens innerhalb des wettinischen Herrschafts- und Familienverbandes. Rogge legte 2005 erstmals nach der 1990 veröffentlichten Darstellung von Karlheinz Blaschkes zur sächsischen Landesgeschichte des Mittelalters eine neue Gesamtdarstellung der Geschichte der Wettiner vom 11. bis 16. Jahrhundert vor. Mit dieser Gesamtdarstellung, seiner 2002 veröffentlichten Habilitationsschrift und weiteren Studien leistete Rogge einen maßgeblichen Beitrag zur neueren Wettiner-Forschung.
Mit Frank Rexroth und Martin Kintzinger organisierte er im Herbst 2009 eine Reichenau-Tagung des Konstanzer Arbeitskreises für mittelalterliche Geschichte zu Bedeutung von Gewalt für die politische Kultur des späten Mittelalters. Er veröffentlichte 2021 eine Einführung in die schottische Geschichte im späten Mittelalter. Die konfliktreichen Beziehungen zwischen Adel und König sah er weniger im Bemühen um die Zentralisierung der Herrschaft oder deren Intensivierung, wie es die ältere Forschung interpretierte, sondern vor allem in einem „Kampf gegen den Verlust von Rang, Ehre und vor allem Einkommen“ begründet. Rogge ist seit 2017 Vorsitzender der International Society for Cultural History und Mitglied im Wissenschaftlichen Beirat von mainzed, dem Mainzer Zentrum für Digitalität in den Geistes- und Kulturwissenschaften. Er ist Mitglied in der philosophisch-kulturhistorischen Klasse der European Academy of Sciences and Arts.

## Schriften (Auswahl)
Monografien
- Für die Freiheit. Eine Geschichte Schottlands im späten Mittelalter. Kohlhammer, Stuttgart 2021, ISBN 978-3-17-039612-8.
- Die deutschen Könige im Mittelalter. Wahl und Krönung. Wissenschaftliche Buchgesellschaft, Darmstadt 2006, ISBN 3-534-15132-1 (2., bibliografisch aktualisierte Auflage. ebenda 2011, ISBN 978-3-534-23775-3).[14]
- Die Wettiner. Aufstieg einer Dynastie im Mittelalter. Thorbecke, Ostfildern 2005, ISBN 3-7995-0151-7 (Unveränderter Nachdruck der Erstausgabe aus dem Jahr 2005 mit einem bibliografischen Nachtrag. ebenda 2009, ISBN 978-3-7995-0226-9).
- Herrschaftsweitergabe, Konfliktregelung und Familienorganisation im fürstlichen Hochadel. Das Beispiel der Wettiner von der Mitte des 13. bis zum Beginn des 16. Jahrhunderts (= Monographien zur Geschichte des Mittelalters. Bd. 49). Hiersemann, Stuttgart 2002, ISBN 3-7772-0228-2.
- Für den Gemeinen Nutzen. Politisches Handeln und Politikverständnis von Rat und Bürgerschaft in Augsburg im Spätmittelalter (= Studia Augustana. Augsburger Forschungen zur europäischen Kulturgeschichte. Bd. 6). Niemeyer, Tübingen 1996, ISBN 3-484-16506-5 (Zugleich: Bielefeld, Universität, Dissertation, 1993).

Herausgeberschaften
- mit Frank Rexroth, Martin Kintzinger: Gewalt und Widerstand in der politischen Kultur des späten Mittelalters (= Konstanzer Arbeitskreis für Mittelalterliche Geschichte. Vorträge und Forschungen. Bd. 80). Thorbecke, Ostfildern 2015, ISBN 978-3-7995-6880-7 (online).
- mit Mechthild Dreyer, Jan Kusber, Andreas Hütig: Historische Kulturwissenschaften. Positionen, Praktiken und Perspektiven. transcript, Bielefeld 2010, ISBN 978-3-8376-1441-1.
- mit Mechthild Dreyer: Mainz im Mittelalter. von Zabern, Mainz 2009, ISBN 3-8053-3786-8.
- Fürstin und Fürst. Familienbeziehungen und Handlungsmöglichkeiten von hochadeligen Frauen im Mittelalter (= Mittelalter-Forschungen. Bd. 15). Thorbecke, Stuttgart 2004, ISBN 3-7995-4266-3 (online).[15]